# Blockhaus de la Lausette
Le blockhaus de la Lausette, orthographié aussi de la Lauzette ou de La Lausette, est un ouvrage fortifié alpin, situé au sud-est de la commune de Cervières, dans le département des Hautes-Alpes.
Il est perché sur la crête de la Lausette à 2 339 mètres d'altitude, distant de 6,8 kilomètres de Briançon (au nord-ouest de la Lausette) et à 6,3 kilomètres de la frontière franco-italienne (à l'est).

## Mission
Il fait partie des fortifications de la place forte de Briançon construites dans les années 1880, dans un contexte de tensions entre la France et l'Italie. En 1882, le royaume d'Italie intègre la Triplice, augmente ses unités d'Alpini et commence à fortifier les Alpes. En réaction, la République française crée ses troupes de montagne (notamment les bataillons de chasseurs alpins) en 1888 et lance la modernisation de ses fortifications alpines. Le Briançonnais comporte aussi quatre forts détachés d'altitude (ceux de la Croix-de-Bretagne, de l'Infernet, de l'Olive et du Gondran) et un autre blockhaus (sur la Grande Maye), construits pendant la même période.
La mission du blockhaus est de tenir le sommet, couvrant ainsi les baraquements et les batteries de la Lausette (en contrebas, à 2 250 mètres d'altitude), ainsi que de surveiller le col d'Izoard (menant au Queyras) et la haute-vallée de la Cerveyrette (menant aux cols frontaliers).

## Description
Semblable au blockhaus de la Grande Maye, la Lausette est un bâtiment en maçonnerie rectangulaire de 18,60 × 15 m, à un seul niveau, comportant aux angles nord-ouest et sud-est deux bastionnets chargés de la défense des faces. Le tout est recouvert de béton et crénelé, avec des murs d'1,5 m d'épaisseur, sauf à la gorge (façade ouest) réduite à 0,6 m.
Il est situé au sommet même de la Lauzette, un mont qui domine directement le village de Cervières et le hameau du Laus qui a donné son nom à la montagne. Pouvant abriter quelque 80 hommes, il a pour mission la couverture de la batterie voisine et surtout l'observation lointaine favorisée par des vues dégagées sur 360°. Architecturalement parlant, il est très proche des blockhaus de la Grande Maye et du Janus. Il se présente sous la forme d'un quadrilatère d'à peu près 18,5 × 15 m pourvu de deux bastionnets implantés sur l'une des diagonales.

## Réemploie
Le blockhaus fut intégré à la ligne Maginot, au sein du secteur fortifié du Dauphiné : il servait d'observatoire et de PC à la 3e batterie du 154e régiment d'artillerie de position, qui avait quatre canons de 75 mm modèle 1897, six canons de 120 mm modèle 1878 et deux mortiers de 150 mm T modèle 1917 Fabry installées dans quatre batteries dans les environs du blockhaus.